# Pour la conquête de Rome I
Pour plus de détails, voir Fiche technique et Distribution.
Pour la conquête de Rome I (titre original : Kampf um Rom I) est un film germano-italo-roumain réalisé par Robert Siodmak, sorti en 1968. Tourné en Roumanie avec des acteurs de dix nations différentes, ce film s'inspire librement d'un roman historique de Felix Dahn paru en 1876, Ein Kampf um Rom (de). Sa suite, Pour la conquête de Rome II, du même réalisateur, sort en 1969.

## Réalisation
Alors que le genre cinématographique du péplum était en déclin en Italie, son foyer traditionnel, le producteur germano-polonais Artur Brauner décide de le relancer. Les studios roumains venaient de réaliser deux grands films d’inspiration historique et patriotique commandé par le régime communiste, Les Guerriers sorti en 1967 et Columna (en) en 1968, montrant la lutte des Daces contre la conquête romaine de Trajan. Brauner, qui avait contribué au second, profite du fait que les Roumains disposent d’une grande quantité de décors, d’armures romaines et accessoires ainsi que de chevaux et figurants en abondance fournis par l’armée roumaine, sans commune mesure avec ce que pouvaient mobiliser les studios ouest-européens.
Le tournage dure cinq mois, de mai à septembre 1968, aux studios Bukaresti à Buftea, et se passe par une chaleur étouffante atteignant parfois 60 °C. Siodmak déserte plusieurs fois les plateaux pour aller visiter des membres de sa parenté européenne.
Le sujet était tiré d’un roman historique allemand de Felix Dahn, paru en 1876 et qui s’était vendu à deux millions d’exemplaires, ce qui augurait bien du succès du film. En 1966, le film allemand Nibelungen de Harald Reinl, également inspiré de l'épopée germanique, avait fait trois millions d'entrées en 12 mois. Les producteurs avaient d'ailleurs songé à Harald Reinl comme réalisateur avant que les banquiers n'imposent le choix de Robert Siodmak, plus connu.
La version originale allemande est sortie en deux parties : Pour la conquête de Rome I (1968), longue de 103 min, et Pour la conquête de Rome II (1969), longue de 84 min ; pour la distribution aux États-Unis, les deux ont été fusionnées en un seul film de 92 min, ce qui entraîne parfois une mortalité étonnamment rapide des personnages.

## Synopsis
L’action se déroule en Italie au VIe siècle après la fin de l’Empire romain d’Occident. Théodoric le Grand, roi des Ostrogoths et fondateur d’un éphémère royaume romano-germanique, meurt dans sa capitale, Ravenne, en 526. L’empereur Justinien (Orson Welles) et son épouse  Théodora (Sylva Koscina), qui règnent sur l’Empire romain d’Orient à Constantinople, intriguent pour rétablir l’unité de l’Empire ; ils s’appuient sur Céthégus (Laurence Harvey), le « dernier des Romains », un aristocrate prêt à tout pour chasser les Goths d’Italie. Céthégus attise la rivalité entre les deux filles de Théodoric, Mathaswintha (Harriet Andersson) et Amalaswintha (Honor Blackman). L’armée byzantine envoyée par Justinien en profite pour débarquer en Italie et chasser les Goths de Rome. Les Ostrogoths reviennent l’assiéger, en vain.
Mathaswintha, d'abord supplantée par sa sœur et enfermée dans un château, prend sa revanche et la fait assassiner : dans une séquence singulièrement sensuelle puis violente, Amalaswintha prend son bain nue avant d'être asphyxiée par une fumée jaune qui envahit la pièce tandis que Mathaswintha jouit du spectacle en regardant la scène par une lucarne en forme de masque. Cette scène, absente du roman de Dahn, paraît inspirée de la mort de Fausta, épouse de l'empereur Constantin, que son époux, selon certaines sources, fit suffoquer dans un bain surchauffé.
Au cours du film, quatre grandes batailles se succèdent. L’un après l’autre, les protagonistes sont assassinés ou tués au combat jusqu’à la bataille du Vésuve en 552. Finalement, les derniers Goths s’embarquent sur une flotte viking pour retourner dans leur pays d’origine, l’île de Gotland dans la mer Baltique, et y enterrer les corps de leurs chefs.

## Réception
Le contenu historique du film s’inspire du récit de l’historien byzantin Procope de Césarée mais Hervé Dumont estime que Dahn, trop passionné par son sujet, est passé à côté de la réalité des faits. Dahn a voulu montrer l’épopée tragique de la destruction d’une tribu germanique : l’historiographie nationaliste allemande de son temps opposait volontiers les nobles héros germains aux Byzantins décadents représentés par des généraux eunuques même si, en fait, les clivages étaient beaucoup moins tranchés et les combattants passaient facilement d’une allégeance à l’autre. Le jeune roi Totila, qui assure le commandement des Goths dans la guerre, reprend l’ambition de Théodoric d’unir les Goths et les Romains pour en faire un seul peuple mais son rêve débouche sur une issue fatale.
Brauner déclare avoir voulu faire « le plus grand film allemand depuis que les Allemands font du cinéma ». Cependant, Siodmak, avec plusieurs scénaristes dont Ladislas Fodor, s'est donné beaucoup de mal pour retirer du film les éléments trop nationalistes du roman. Siodmak dit ; 

« Nous avons extirpé tout le contenu idéologiquement gênant. Reste une histoire passionnante. Car ce qui m'intéresse en premier lieu, ce sont les caractères, les actes et les comportements des protagonistes. J'essaie de leur infuser un peu de vie, de leur conférer une dimension shakespearienne. »

Malgré ces précautions, selon Derek Elley, le film souffre de son excessive longueur, du caractère trop statique de la mise en scène et du manque d'implication des acteurs. L'accueil de la presse allemande est moqueur ou défavorable. Mais ce film, le dernier réalisé par Siodmak, a un grand succès auprès du public allemand.

## Acteurs
Les producteurs avaient pressenti plusieurs acteurs célèbres dont Stewart Granger, Peter van Eyck, Gina Lollobrigida, Nadja Tiller et Johanna von Koczian.
Le général byzantin Narsès, un eunuque que les auteurs anciens décrivent comme petit et maigre, est interprété par l'acteur nain américain Michael Dunn.

## Fiche technique
- Titre : Pour la conquête de Rome I.
- Titres originaux : Kampf um Rom I (titre allemand) ; La calata dei Barbari (titre italien) ; Lupta pentru Roma I (titre roumain)
- Réalisation : Robert Siodmak, assisté d'Andrew Marton et Sergiu Nicolaescu
- Scénario : Ladislas Fodor, David Ambrose (en)
- Photographie : Richard Angst
- Montage : Alfred Srp
- Musique : Riz Ortolani
- Son : Max Galinsky
- Décors : Lamberto Giovagnoli
- Effets spéciaux : Antonio Baquero
- Producteur : Artur Brauner
- Société de production : CCC Filmkunst GmbH, Pegaso Films, Studioul Cinematografic Bucuresti
- Budget : 15 millions de DM
- Distribution : Allied Artists, Titanus, Ricordi Video, BMG Video
- Pays d'origine :  Allemagne de l'Ouest  Italie  Roumanie
- Langue : anglais
- Système et pellicule : Techniscope, Technicolor
- Format image : 2.35
- Longueur de pellicule : 2 816 mètres
- Durée : 103 minutes
- Genre : drame, historique, aventure
- Dates de sortie : 
  -  Allemagne de l'Ouest  : 17 décembre 1968
- Autres titres connus :
  -  Royaume-Uni : Struggle for Rome (titre international)
  -  Royaume-Uni : The Fight for Rome
  -  États-Unis : The Last Roman
  -  Espagne : La invasión de los bárbaros
  -  Pologne : Walka o Rzym, czesc I
  -  Hongrie : Harc Rómáért

## Distribution
- Laurence Harvey : Cethegus
- Orson Welles : l'empereur Justinien
- Sylva Koscina : l'impératrice Théodora
- Harriet Andersson : Mathaswintha
- Honor Blackman : Amalaswintha
- Robert Hoffmann : Totila
- Michael Dunn : Narsès
- Ingrid Boulting (créditée comme Ingrid Brett) : Julia
- Lang Jeffries : Bélisaire
- Florin Piersic : Vitigès
- Emanoil Petruț (ro) : Teja
- Friedrich von Ledebur : Hildebrand
- Dieter Eppler : Thorismund
- Ewa Strömberg : Rauthgundis
- Mircea Anghelescu (ro) : Aligern
- Ion Dichiseanu (ro) : Furius
- Adela Mărculescu (ro) : Aspa
- Alexandru David : soldat
- Fory Etterle (en)